# Harry Dessau
Harry Dessau (8. juli 1862 i Horsens – 27. juni 1915 i Odense) var en dansk erhvervsleder. Hans brødre Benny, Hartvig og Martin Dessau blev også store erhvervsledere.
Harry Dessau var født i Horsens som søn af mægler Salomon Dessau (død 1869) og hustru Flora født Meyer. Efter fra 1876 at være uddannet i manufakturfaget oprettede han bomuldsvæveriet Odense ny Dampvæveri, der senere sammen med Mogensens Spinderi omdannedes til N.S. Mogensen og Dessaus Væverier, for hvilket Dessau blev administrerende direktør. I denne egenskab udfoldede han en betydelig virksomhed, dels som medlem af Industriens Toldudvalg, dels som medlem af Arbejdsgiverforeningens hovedbestyrelse.
Dessau var desuden medstifter af og senere formand for Textilfabrikantforeningen, medlem af Industrifagene og medlem af sammes forretningsudvalg, formand for Østifternes afdeling i Fællesrepræsentationen for dansk Industri og Haandværk. Dessau deltog med stor interesse i det kommunale og politiske Liv som udpræget konservativ og protektionist. Ved sin død var han formand for Prisreguleringskommissionen for Odense.
Han var gift med Frederikke, født Nathansen den 24. juli i Randers.
Han er begravet på Mosaisk Gravplads i Odense.